# CSI: Miami (videogioco)
CSI: Miami è un videogioco basato sulla serie televisiva CSI: Miami. Il videogioco è stato sviluppato dalla 369 Interactive, pubblicato dalla Ubisoft, e commercializzato per PC nel 2004. È stato inoltre pubblicato dalla Gameloft per telefoni cellulari.
Il gioco, come CSI: Crime Scene Investigation, CSI: Dark Motives e CSI: 3 Dimensions of Murder segue il percorso di cinque differenti casi, con il quinto caso che lega insieme tutti gli altri.
Nelle versioni sviluppate per cellulari, il videogioco ruota soltanto intorno ad un caso.

## I casi
- Caso 1: "Lator, Gator"
- Caso 2: "Crack or Jack"
- Caso 3: "The Hate Boat"
- Caso 4: "Sunstroke"
- Caso 5: "Final Judgement"